# 天翔愛
天翔 愛（てんしょう あい、2001年〈平成13年〉12月14日 - ）は、日本の女優。東京都出身。SANKIワールドワイド所属。
父は俳優の藤岡弘、。兄弟は藤岡真威人（弟）、天翔天音（長妹）、藤岡舞衣（次妹）。

## 略歴
2019年、映画甲子園主催「2019 エイガワールドカップ」で主演した『夢唄』で最優秀女子演技賞グランプリを受賞。
2021年には商業演劇経験がないにもかかわらずミュージカル『ロミオ＆ジュリエット』のジュリエット役に抜擢され本格女優デビュー。同年、藤ヶ谷太輔主演のミュージカル『ドン・ジュアン』で妻のエルヴィラ役を務めた。
テレビでは家族・弟妹ともにバラエティー番組に多数出演。家族で出演時には進行役を務めることが多い。
2022年4月には「女優への登竜門」と称される『全国統一防火ポスター』のモデルに起用された。
2023年、NHK大河ドラマ『どうする家康』に、妹・天音とともに遊び女（あそびめ）役で出演し、地上波女優デビューを果たす。

## 出演

### ドラマ
- 大河ドラマ どうする家康第7回 - 第9回（2023年2月19日・26日・3月1日、NHK） - おふう 役

### バラエティ番組
- I LOVE みんなのどうぶつ園「日本犬の里」コーナー（2021年 - 、日本テレビ） - レギュラー出演[1]

### CM
- 丸源ラーメン「熟成醤油ラーメン 肉そば」（2023年8月18日 - ）[5]

### ラジオ
- 藤岡弘、家族で語ろう（2025年4月6日 - 、ニッポン放送） - パーソナリティ

### ミュージカル
- 『ロミオとジュリエット』（2021年5月21日 - 6月13日：赤坂ACTシアター、7月3日 - 11日：梅田芸術劇場メインホール、7月17日・18日：愛知県芸術劇場大ホール） - ジュリエット 役[1]
- 『ドン・ジュアン』（2021年10月7日 - 17日：梅田芸術劇場メインホール、10月21日 - 11月6日：赤坂ACTシアター） - エルヴィラ 役[1]
- 『時をかける少女』（2023年10月6日 - 10日、日本橋劇場） - 神山真理子 役（特別出演）
- 『アニー』（2024年4月20日 - 5月7日、新国立劇場 中劇場） - リリー 役[6]

### ランウェイ
- 2021年 TGC teen2021 Winter
- Rakuten GirlsAward 2023 AUTUMN/WINTER（2023年9月30日、幕張メッセ）[7]

### イベント
- 映画「ブラックライト」トークショー付き特別試写会（2023年2月21日） - 特別ゲスト出演[8]

## 書籍

### 雑誌連載
- JJ レギュラーモデル[9][10]